# Joey Dale
Joey Dale, de son vrai nom Joey Daleboudt, est un disc-jockey néerlandais né en 1993, actif depuis 2013.
La majorité des sorties du néerlandais se font sur le label de Hardwell, Revealed Recordings.

## Discographie

### Singles
- 2013 : Cracked [Oxygen (Spinnin')]
- 2013 : POING! (Original Mix) [Dim Mak Records]
- 2014 : Ready for Action (avec Alvaro) [Spinnin Records]
- 2014 : Shockwave [Revealed Recordings]
- 2014 : Watcha Called Me [Revealed Recordings]
- 2014 : About The Drop Out [Revealed Recordings]
- 2014 : Arcadia (avec Hardwell) [Revealed Recordings]
- 2014 : Step Into Your Light (avec Ares Carter) [Zouk Recordings (Armada)]
- 2014 : Deja Vu (feat. Delora) (avec DVBBS) [Spinnin Records]
- 2014 : Access Denied [DOORN (Spinnin)]
- 2015 : Gladiator [Revealed Recordings]
- 2015 : Zodiac [Revealed Recordings]
- 2015 : Haunted House [Revealed Recordings]
- 2015 : The Harder They Fall [Revealed Recordings]
- 2015 : Timecode (avec Thomas Newson) [Revealed Recordings]
- 2015 : Winds (avec Rico & Miella) [Revealed Recordings]
- 2015 : Epsilon [Revealed Recordings]
- 2016 : Where Dreams Are Made [Revealed Recordings]
- 2016 : Long Way Home (avec Paris & Simo) [Revealed Recordings]
- 2016 : Lights Out (avec Quintino & Channi Monroe) [Spinnin Records]
- 2016 : Makes Me Wonder (avec Reece Low) [Armada Trice]
- 2016 : Armageddon (avec Ryos & Tony Rodini) [Revealed Recordings]
- 2016 : Everest (avec Ravitez) [Wall Recordings]
- 2016 : Higher (avec Olly James) [Revealed Recordings]
- 2016 : Crowd Control (avec Pitchback) [Revealed Recordings]
- 2016 : Shake It (avec Maddix) [Revealed Recordings]
- 2017 : Rogue Ones (avec Adventurer & Micah Martin) [Revealed Recordings]
- 2017 : Show Me [Mixmash Deep]
- 2017 : Taking Me Home (feat. Kennedy Ihaka) (avec Anthony Dircson) [Houston, Taxes]
- 2017 : Under My Sheets (avec Rico & Miella) [Joey Dale Music]
- 2017 : Black Sahara (feat. Aloma Steele) (avec Kaaze) [Revealed Recordings]

### Remixes
- 2015 : Swanky Tunes, C. Todd Nielsen - Fire In Our Hearts (Joey Dale Remix) [Revealed Recordings]